# Ōharu
Ōharu (japanska: 大治町?, Ōharu-chō) är en landskommun i Aichi prefektur i Japan. Kommunen ligger cirka 7 km väster om centrala Nagoya.